# Christian Friedrich Henrici

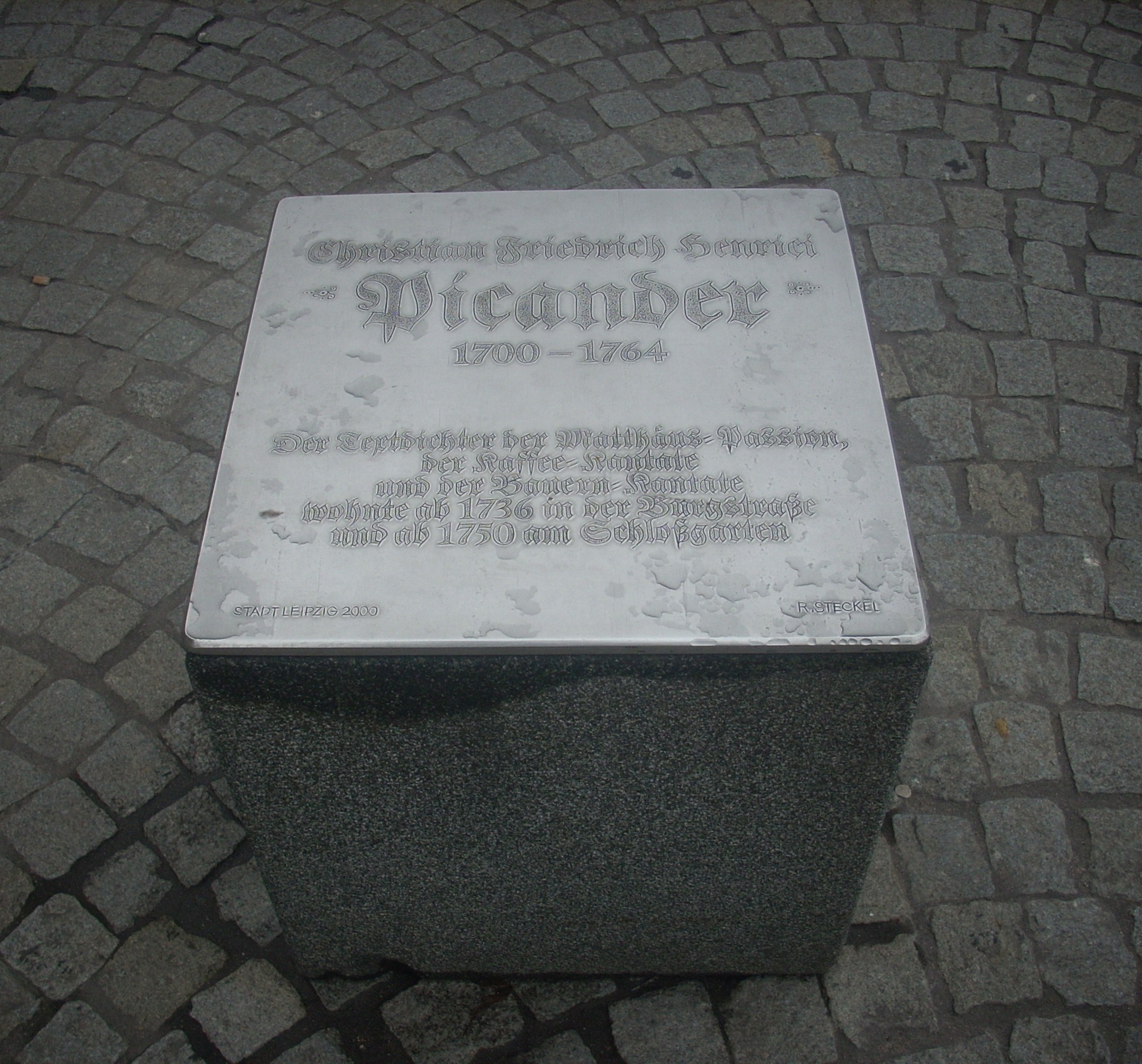
Gedenktafel für Christian Friedrich Henrici auf dem Leipziger Burgplatz, aufgestellt im Jahr seines 300. Geburtstags 2000

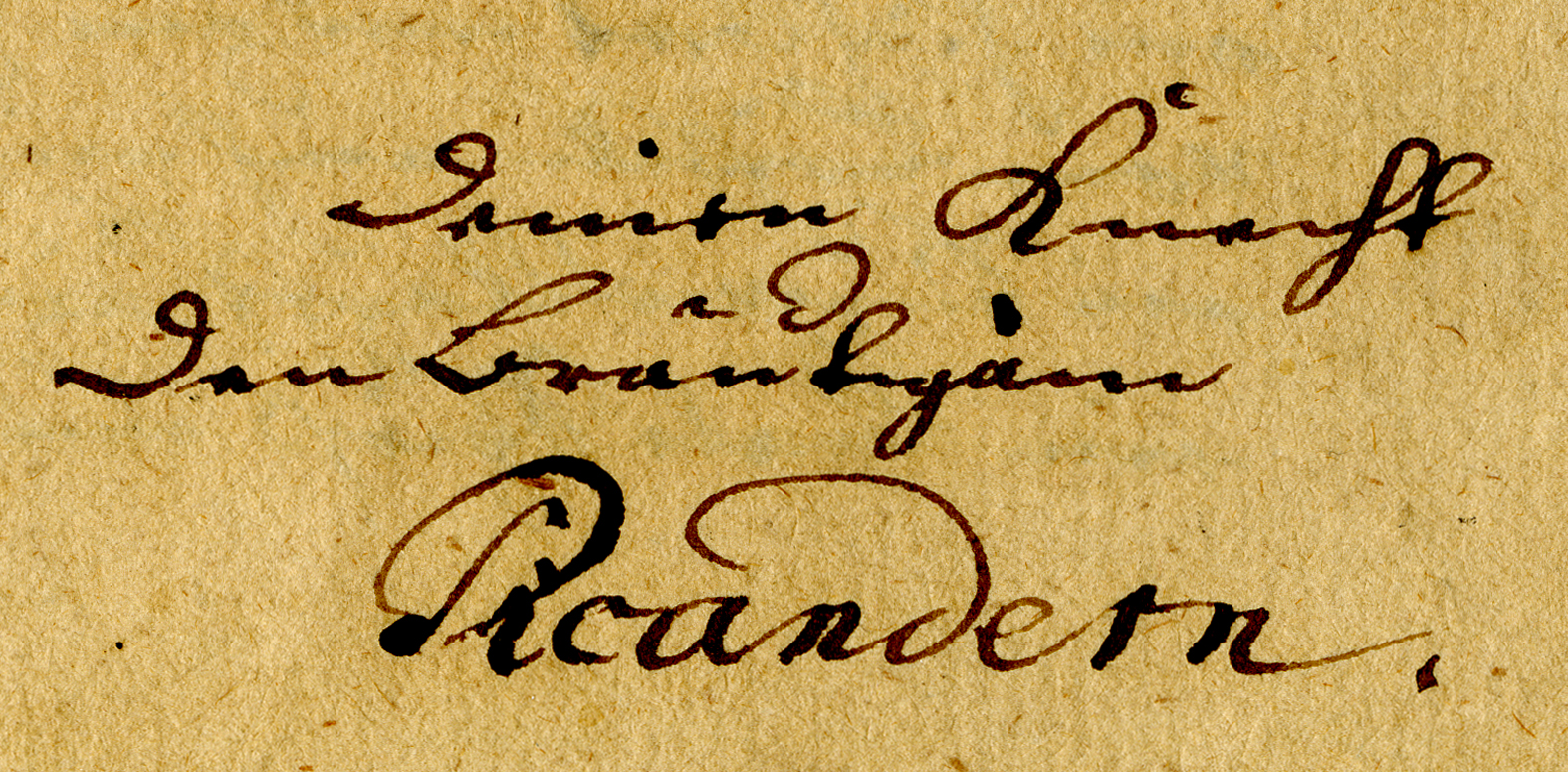
Briefsignatur und Unterschrift von Picander, 1736

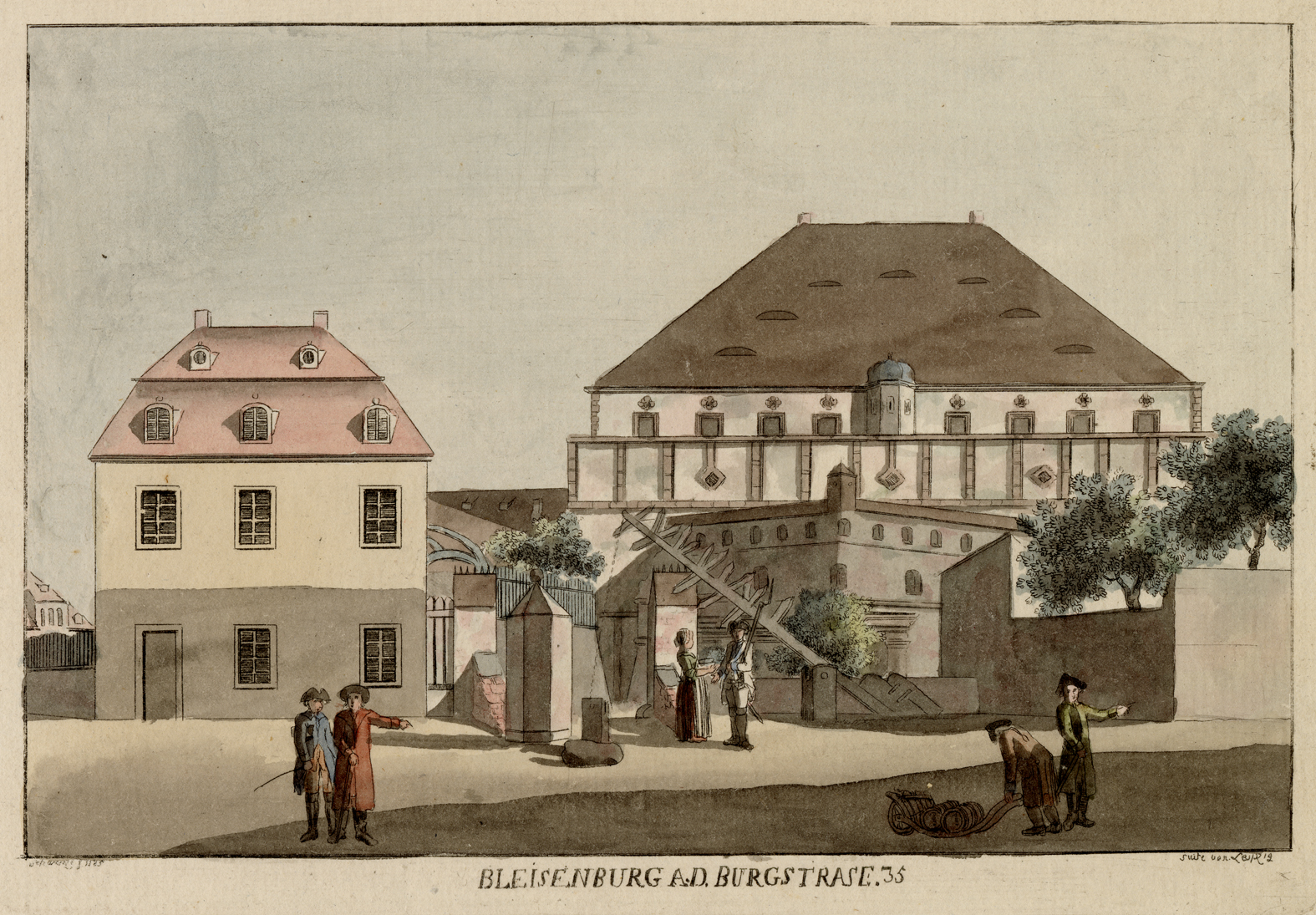
Letztes Wohnhaus von Henrici am Schloßgarten (links im Bild), Ansicht von 1785

Christian Friedrich Henrici (Pseudonym Picander; * 14. Januar 1700 in Stolpen bei Dresden; † 10. Mai 1764 in Leipzig) war ein produktiver Gelegenheitsdichter des späten Barock und der wichtigste Textdichter Johann Sebastian Bachs.

## Leben
Christian Friedrich Henrici wurde unter ärmlichen Verhältnissen als Sohn des Posamentiermeisters Conrad Heinrich († 1703) und Anna Dorothea Henrici, geb. Loosin, geboren. Nach dem Besuch der Stolpener Stadtschule studierte ab 1719 an der Universität Wittenberg Jura und setzte sein Studium 1720 an der Universität Leipzig fort. Da er anschließend nur geringe Einnahmen als Hauslehrer hatte, begann er seine Karriere als Dichter 1721 in Leipzig. Er verfasste anfangs derb erotische Gedichte und Dramen. Die ersten Kontakte zu Bach waren vermutlich eher zufälliger Natur.
1725 schrieb Picander, so sein Pseudonym, die Texte zu Bachs weltlichen Kantaten Entfliehet, verschwindet, entweichet, ihr Sorgen (BWV 249a), Vorbild für das Oster-Oratorium (BWV 249), und Zerreißet, zersprenget, zertrümmert die Gruft (BWV 205).
Bereits 1723 hatte er mit seinem Strophengedicht Weg ihr irdischen Geschäfte die Textvorlage zu Bachs geistlicher Kantate Bringet dem Herrn Ehre seines Namens (BWV 148) geliefert. Die Bachkantate Es erhub sich ein Streit (BWV 19) von 1726 basierte auf einem ähnlichen Werk Henricis.
Beide Gedichte erschienen in der 1724–1725 veröffentlichten Gedichtsammlung Sammlung erbaulicher Gedancken, die dem Grafen Franz Anton von Sporck gewidmet war. Dieser war auch mit Bach bekannt und könnte den Kontakt zwischen Komponist und Dichter angeregt haben.
Dieser Kontakt wuchs bald zur Freundschaft, im Zuge derer Bach und Henrici auch ihre künstlerische Zusammenarbeit vertieften. So enthalten alle fünf Bände von Picanders Ernst-schertzhafften und satyrischen Gedichten (Leipzig, 1727–1751) Texte, die von Bach vertont wurden. Dazu gehören die Matthäus-Passion (BWV 244) und die Markus-Passion (BWV 247), die Trauerode Klagt, Kinder, klagt es aller Welt (BWV 244a), die Kantate Sehet! Wir gehn hinauf gen Jerusalem (BWV 159), aber auch die populäre Kaffeekantate (BWV 211) und ein Dramma per musica zum Namenstag Augusts des Starken am 3. August 1727, Ihr Häuser des Himmels, ihr scheinenden Lichter (BWV 193a). Wahrscheinlich verfasste er auch das Himmelfahrtsoratorium Lobet Gott in seinen Reichen (BWV 11) und die Kantate Singet dem Herrn ein neues Lied (BWV 190). 1742 schrieb er die Bauernkantate Mer hahn en neue Oberkeet (BWV 212).
Henricis dichterische Begabung wurde auch zum Ausgangspunkt einer Beamtenlaufbahn. So brachte ihm ein Bittgedicht an August den Starken 1727 die Stelle eines Aktuars beim Oberpostamt in Leipzig ein. Kurz darauf wurde er Postsekretär, 1734 Oberpostkommissar und 1740 wurde er dazu Kreissteuer- und Stadttranksteuereinnehmer der Weininspektion.
Seine erste Ehefrau Johanna Elisabeth (1707–1755), mit der er seit 1736 verheiratet war, war Taufpatin von Johanna Carolina Bach (1737–1781), der zweitjüngsten Tochter Johann Sebastian Bachs. 1756 heiratete er Christiane Eleonore Adler, beide Ehen blieben kinderlos.

## Pseudonym Picander
Laut des Universal-Lexicons Aller Wissenschafften und Künste von Johann Heinrich Zedler gab sich Henrici das Pseudonym Picander, nachdem er 1722 in Niederglaucha mit einem Gewehr eine Elster (lateinisch Pica) abschießen wollte und dabei versehentlich einen Bauern, der ein Elsternest auf einer Eiche ausnehmen wollte, traf und stark verletzte. Mit hoher Wahrscheinlichkeit geschah dieser Vorfall allerdings 1723, da erst in diesem Jahr Henrici als Hauslehrer für den Sohn des Leipziger Kaufmanns Johann Theodor Koch nach dessen Umzug nach Niederglaucha zeitweise dort arbeitete. Nach einiger Zeit im Arrest wegen des Vergehens ging Henrici wieder nach Leipzig.
Die Wortschöpfung ist mit Elstermann zu übersetzen und stand ganz im Geiste ihrer Zeit. Auch andere Dichter hatten ähnlich aufgebaute Pseudonyme, so beispielsweise August Bohse, der sich Talander nannte (nach dem Talar).

## Werke (Auswahl)
- Sammlung Erbaulicher Gedanken über und auf die gewöhnlichen Sonn- und Fest-Tage, in gebundener Schreib-Art entworffen. Boe͏̈tius, Leipzig 1725 (Digitalisat des Exemplars der Forschungsbibliothek Gotha).
- Der Meuchel-Mord Des weyland Wohl-Ehrwürdigen Herrn M. Hermann Joachim Hahns, Jn dem Ministerio und bey der Kirche zum Heil. Creutz in Dreßden Jn die 19 Jahr Wohlverdienten Seel-Sorgers und Archi-Diaconi. Mitleidend beweinet von Picandern. Boe͏̈tius, Leipzig 1726 (Digitalisat des Exemplars der Staatsbibliothek Berlin – Preußischer Kulturbesitz).
- Teutsche Schau-Spiele, bestehend in dem Akademischen Schlendrian, dem Ertzt-Säuffer und der Weiber-Probe. Zur Erbauung und Ergötzung des Gemüths entworffen. 3 Teile in einem Band. Berlin 1726 (Digitalisat des Exemplars der Staatsbibliothek Berlin – Preußischer Kulturbesitz).
- Ernst-Schertzhaffte und Satyrische Gedichte. 5 Bände. Friese, Boe͏̈tius und Dyck, Leipzig.
  - 1: Erster Theil. 1727; 17484 (Digitalisat des Exemplars der Bayerischen Staatsbibliothek).
  - 2: Zweyter Band. 1729; 17492 (Digitalisat des Exemplars der Bayerischen Staatsbibliothek).
  - 3: Dritter Theil. 1732; 17502 (Digitalisat des Exemplars der Niedersächsischen Staats- und Universitätsbibliothek Göttingen).
  - 4: Vierter und letzter Theil. 1737; 17512 (Digitalisat des Exemplars der Bayerischen Staatsbibliothek).
  - 5: Fünfter und letzter Theil. 1751 (Digitalisat bei Google Books).